# Naturschutzgebiet Grünland- und Waldflächen bei Rothenberg
Das Naturschutzgebiet Grünland- und Waldflächen bei Rothenberg besteht aus zwei Teilflächen südlich und westlich von Rothenberg in der Stadt Leichlingen (Rheinland) im Rheinisch-Bergischen Kreis. Westlich grenzt es an die Bundesautobahn 3.

## Beschreibung
Das Fachinformationssystem des Landesamtes für Natur, Umwelt und Verbraucherschutz in NRW gibt folgende Beschreibung ab:

„Das Gebiet besteht aus einem überwiegend feuchten Biotopkomplex aus teilweise intensiv bewirtschafteten Glatthaferwiesen, artenreichen Feucht- und Nasswiesen (mit Übergängen zu Seggenriedern), Röhrichten, Hochstaudenfluren, einem Erlenbruchwald, Erlenauwaldresten, ehemals feuchten Moorbirkenwäldern und sonstigen, strukturreichen Laubmischwäldern. Nach Südosten wird das Gebiet von einem grabenartigen Bach entwässert. Der besondere Wert des Gebietes besteht in dem artenreichen Grünlandmosaik (s.o.) und den feuchten bis sumpfigen Waldbeständen, die eine Vielzahl von Lebensgemeinschaften beherbergt. Schutzziel ist der Erhalt und die Entwicklung des artenreichen Grünlands sowie der feuchten Waldbestände. Das Gebiet stellt als Feuchtgrünland-Gehölz-Komplex einen wertvollen Lebens- und Rückzugsraum in Siedlungsrandlage dar. Es steht in räumlicher Nähe zum nördlich gelegenen NSG Riedbachaue sowie zum südlich gelegenen NSG Hülserbruch und hat damit eine regionale Bedeutung im Biotopverbund.“

Bei einer Kartierung des Gebietes im Jahr 2017 wurden u. a. folgende z. T. lt. Roter Liste (RL mit Einstufung)  seltene und besonders schützenswerte Pflanzenarten gefunden: Blasen-Segge (Carex vesicaria) (RL 3), Geflecktes Knabenkraut (Dactylorhiza maculata) (RL 3S), Großer Wiesenknopf (Sanguisorba officinalis) (RL 3), Kuckucks-Lichtnelke (Lychnis flos-cuculi) (RL 3), Sumpf-Dotterblume (Caltha palustris) (RL 3), Sumpf-Schafgarbe (Achillea ptarmica) (RL V), Sumpf-Schwertlilie (Iris pseudacorus), Wassernabel (Hydrocotyle vulgaris) (RL 3) und Zweizeilige Segge (Carex disticha) (RL 3).

## Schutzzwecke
Das Gebiet wird zum Erhalt eines reichhaltigen Feuchtgebietkomplexes mit Feucht- und Nasswiesen und Weiden, Binsen- und Riedgrasbeständen sowie Waldbestände von Bruchwäldern (Birken-Roterlenbruchwald) sowie arten- und strukturreichen Laubmischwäldern auf nährstoffärmeren sandigen Böden geschützt.

### Verbote
Zur Erreichung der Schutzzwecke ist es zusätzlich verboten,
1. den Grundwasserspiegel zu verändern oder Bewässerungs-, Entwässerungs- oder andere den Wasserhaushalt verändernde Maßnahmen vorzunehmen,
2. in den Beständen des grundwassernahen Erlenbruch- und Auenwalds das auf natürliche Weise anfallende, liegende oder stehende Totholz zu entfernen,
3. die staunassen Bereiche mit Forstmaschinen zu befahren,
4. Bodenschutzkalkungen durchzuführen.[3]

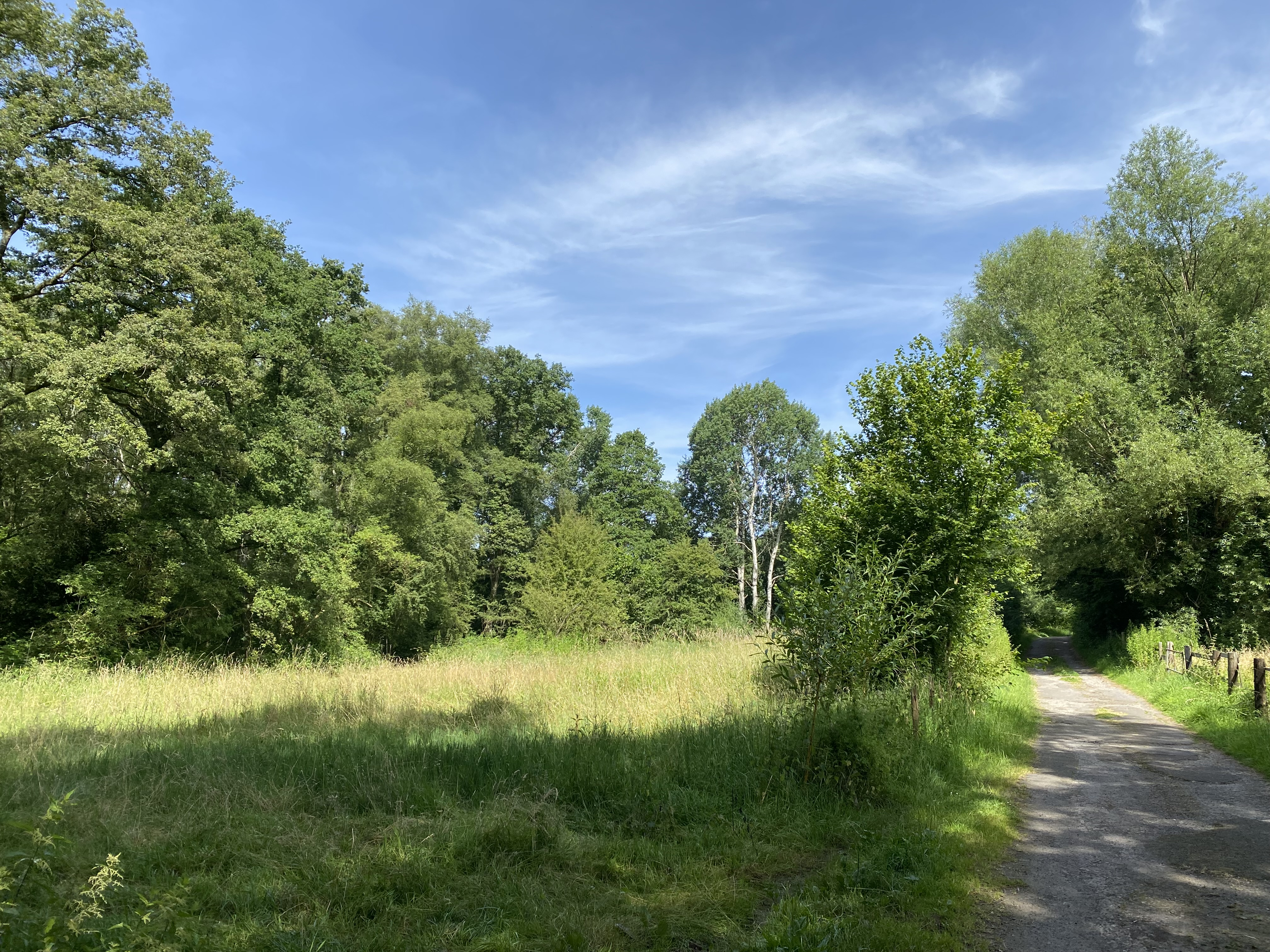
Abwechslungsreich – der Weg durch das NSG
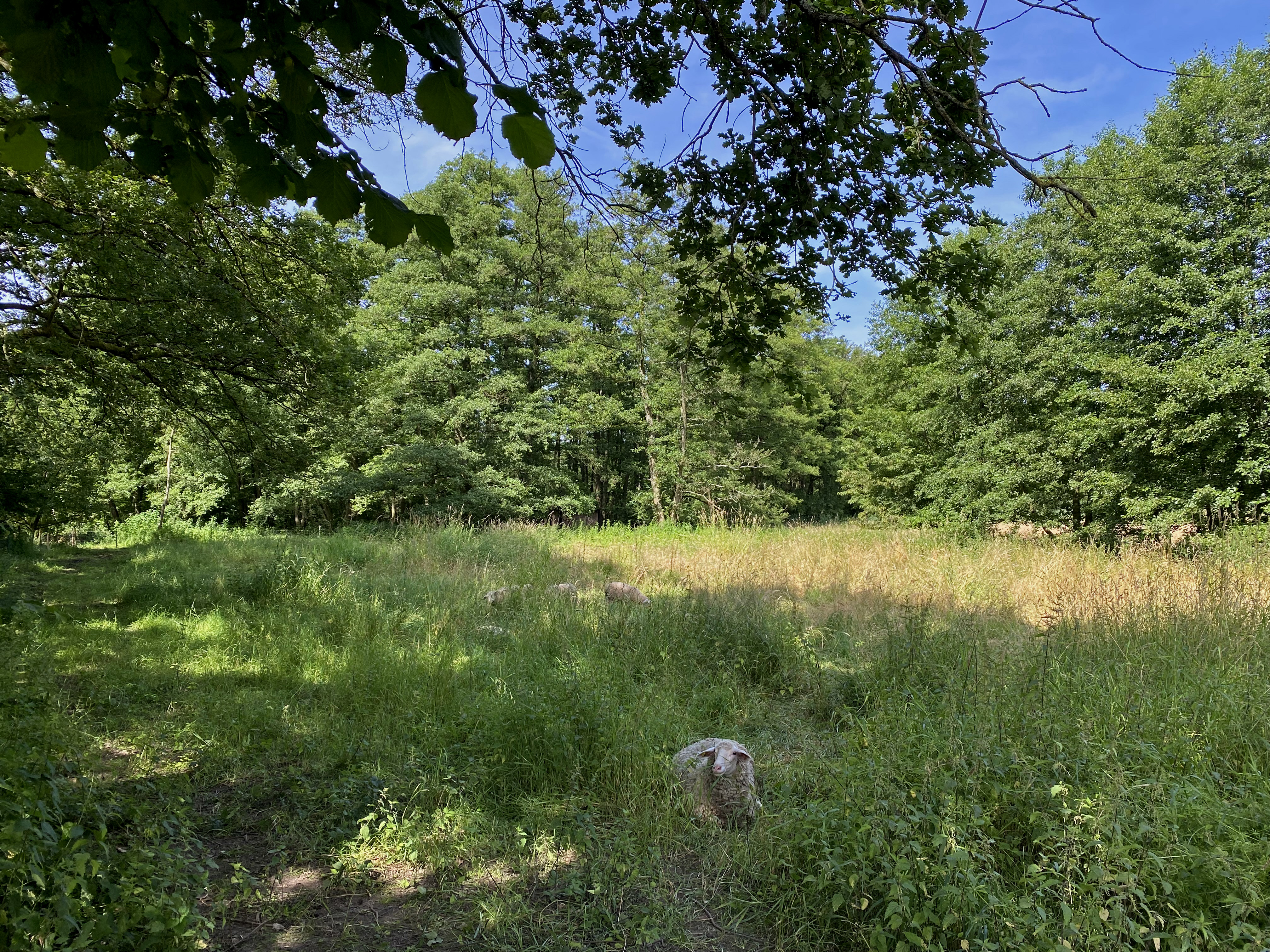
Schafe beweiden das NSG
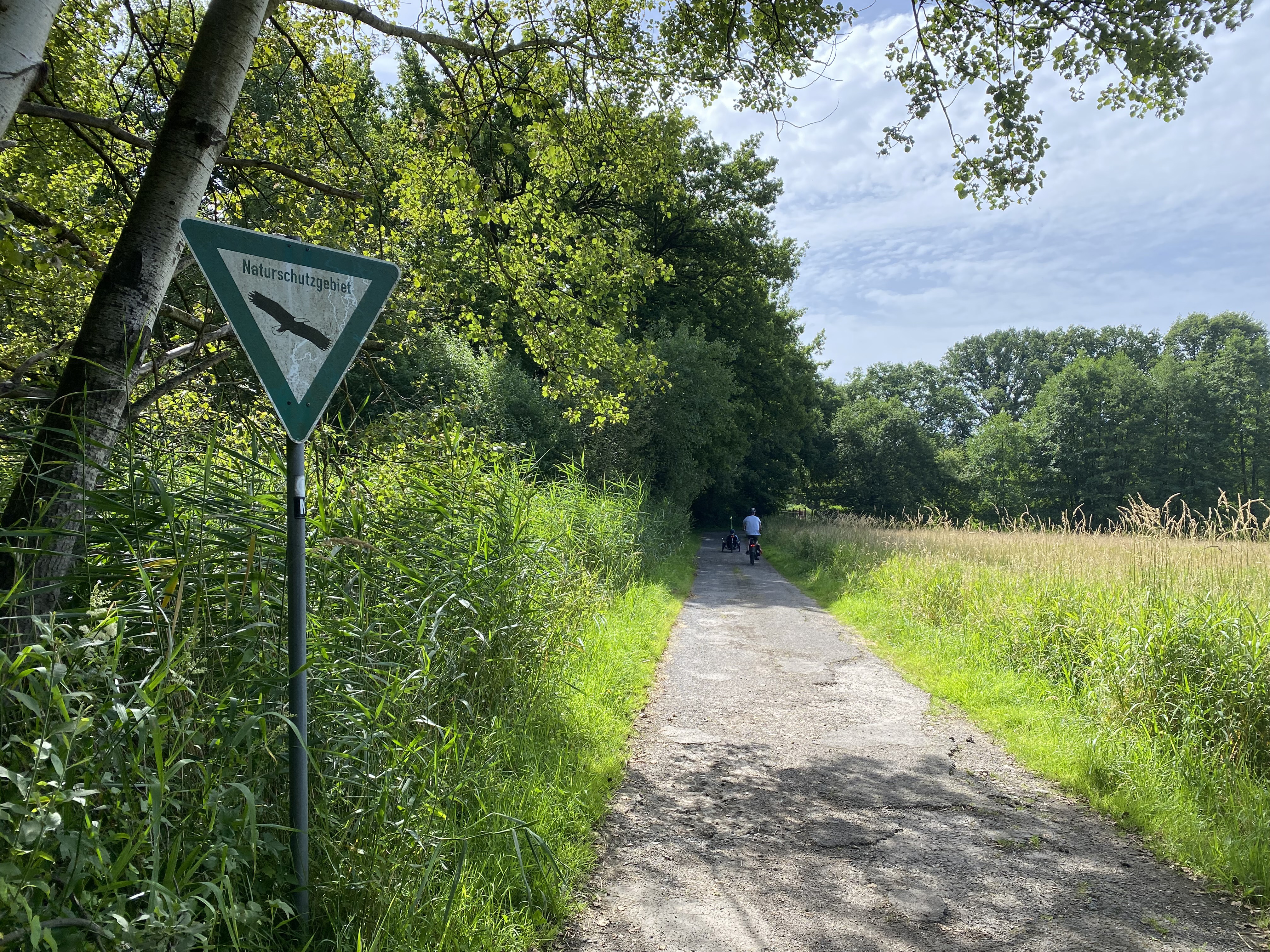
Schilfröhricht (am NSG-Schild) zeigt die hohe Bodenfeuchtigkeit an
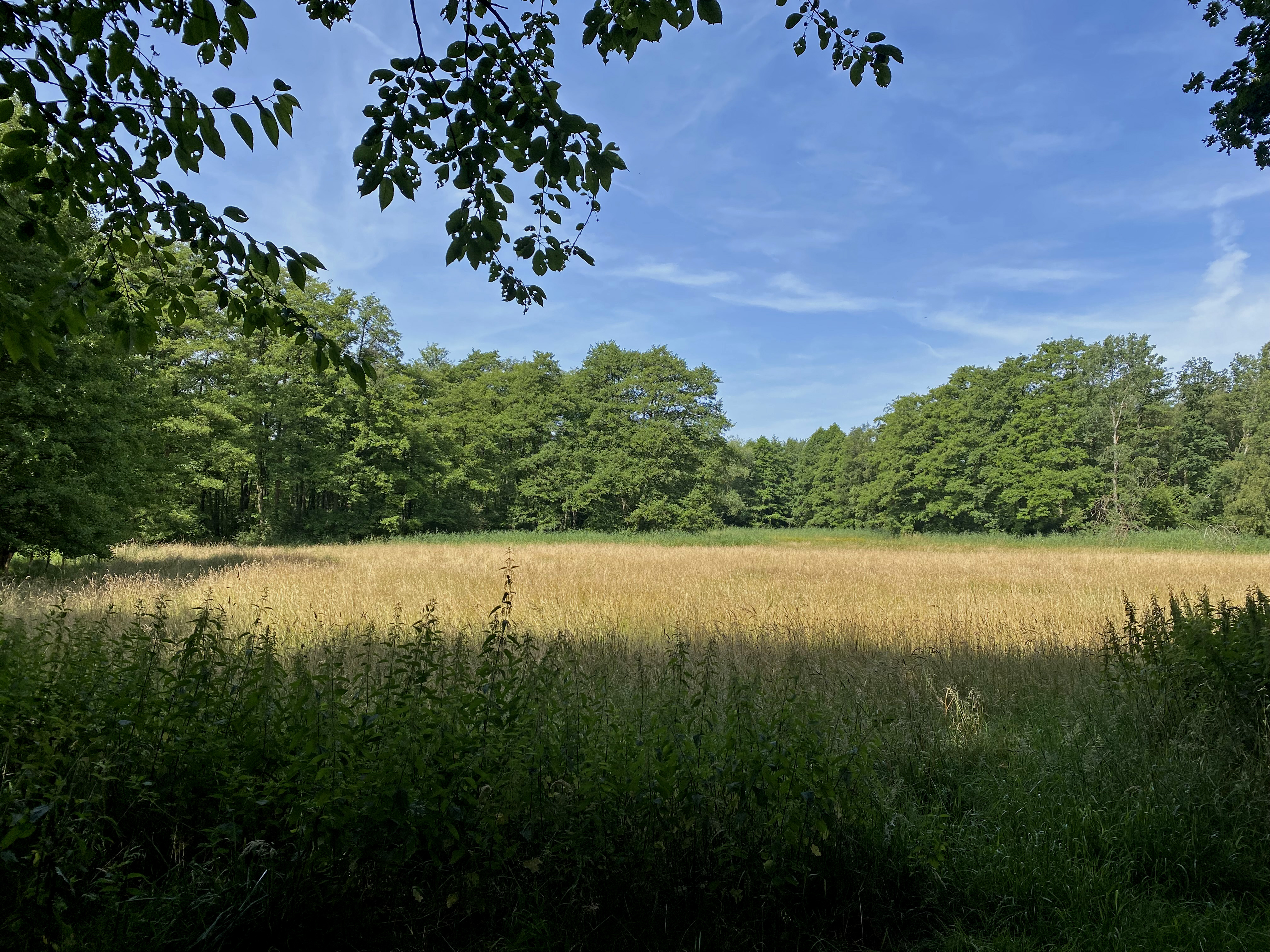
Landschaftsmosaik
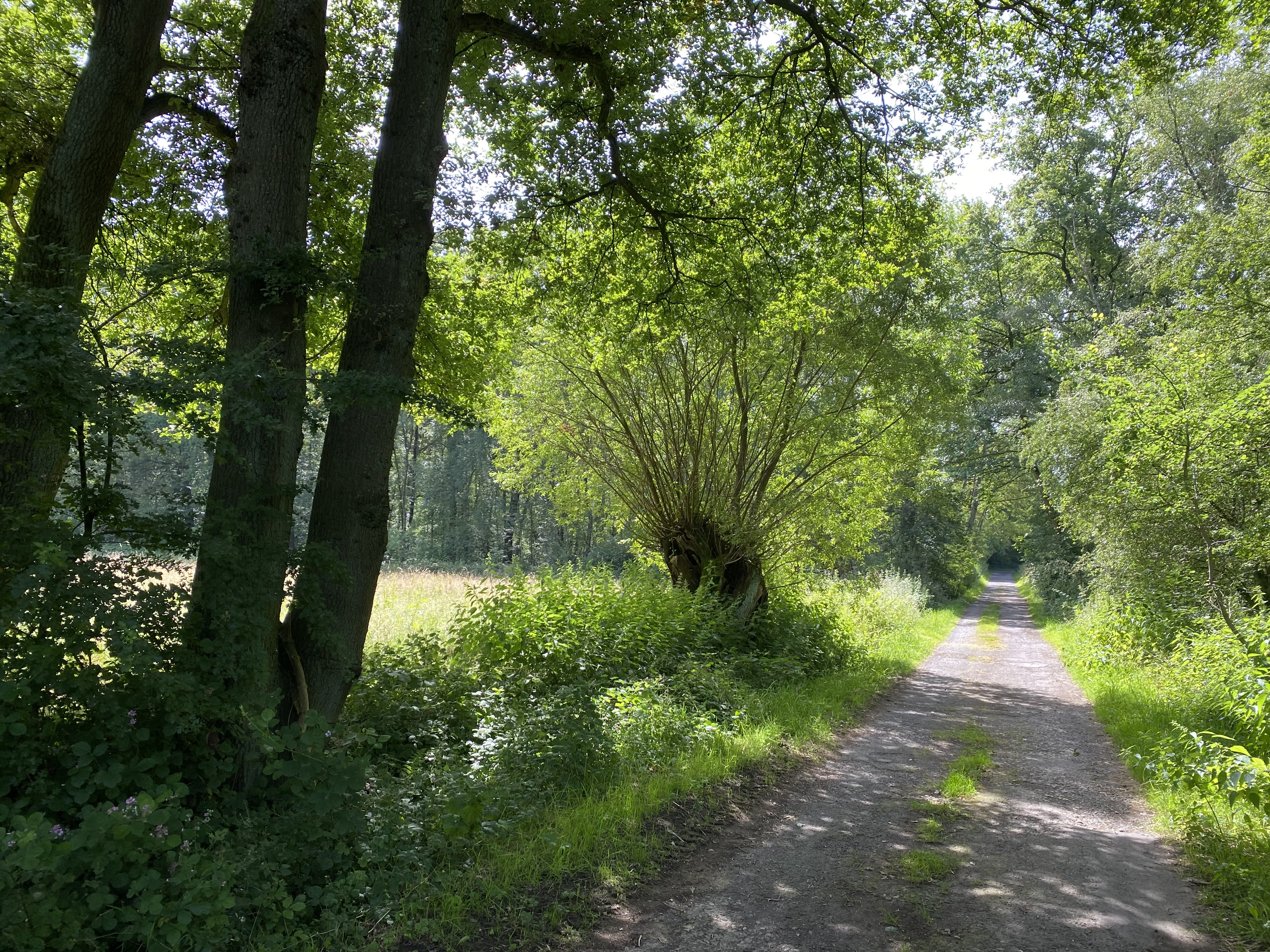
Alte Kopfweide am Weg durch das NSG
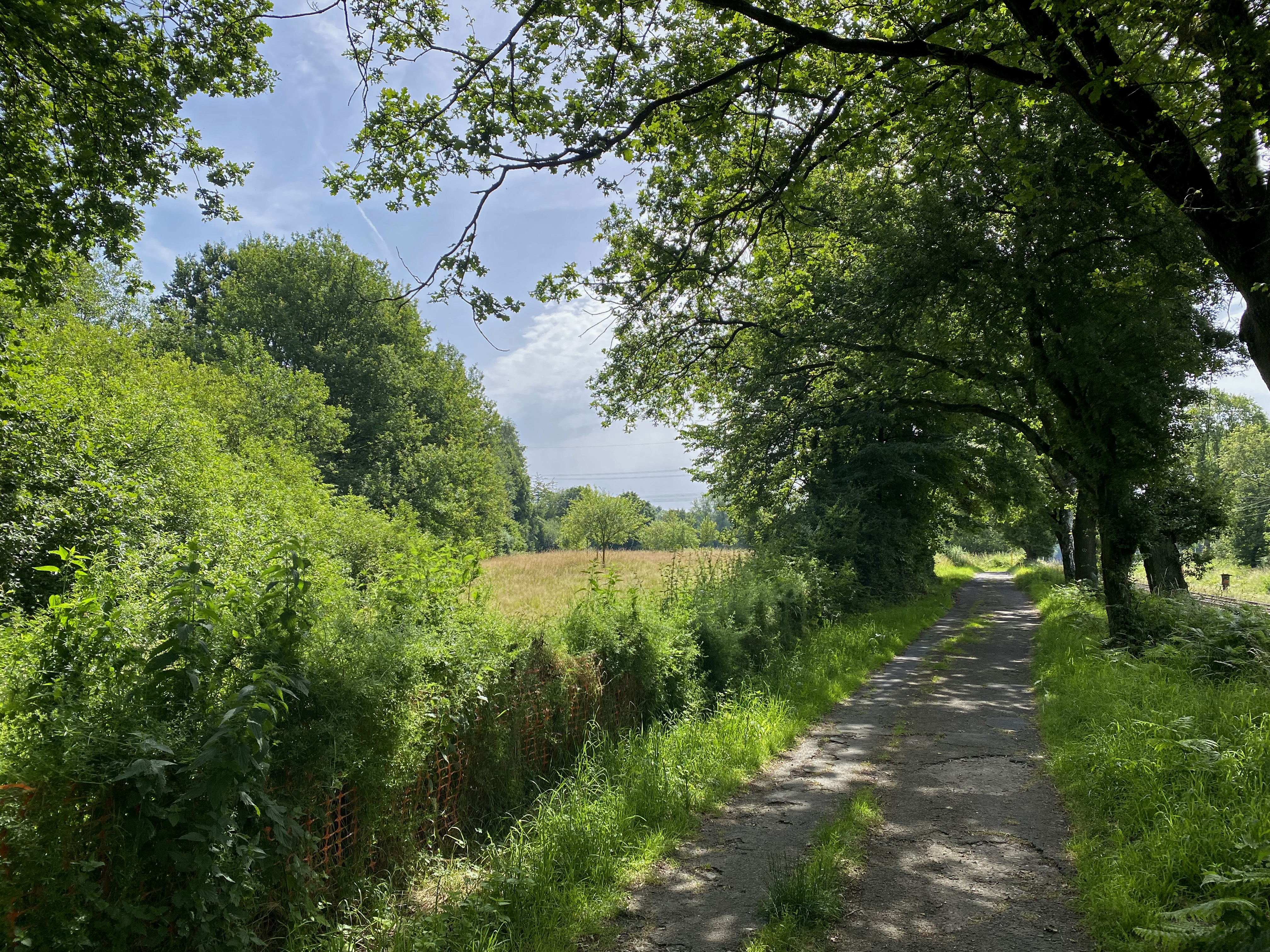
Südl. Teilfläche (links) – rechts: Eisenbahn-Güterverkehrsstrecke
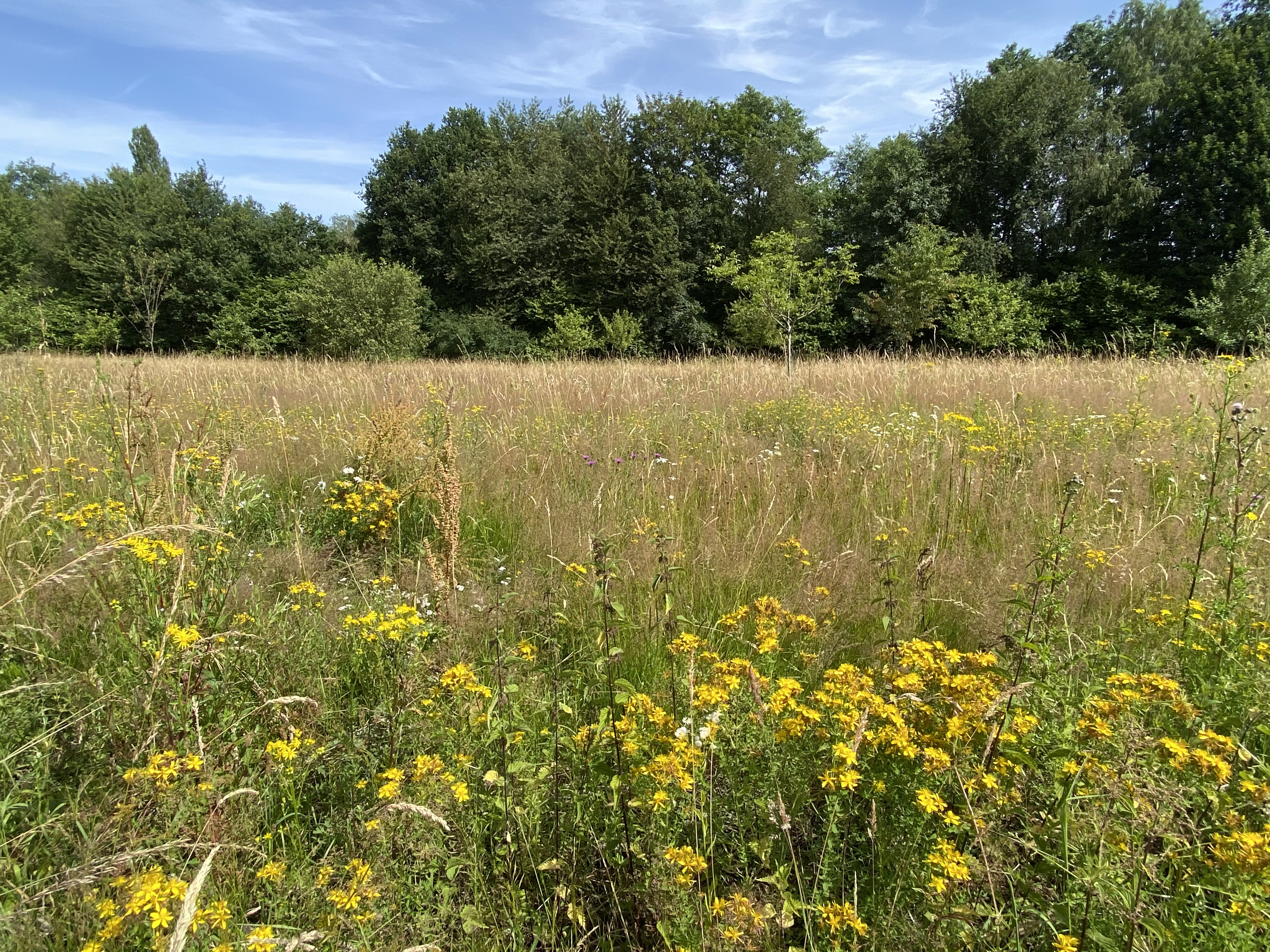
Blütenreich: südl. Teilfläche
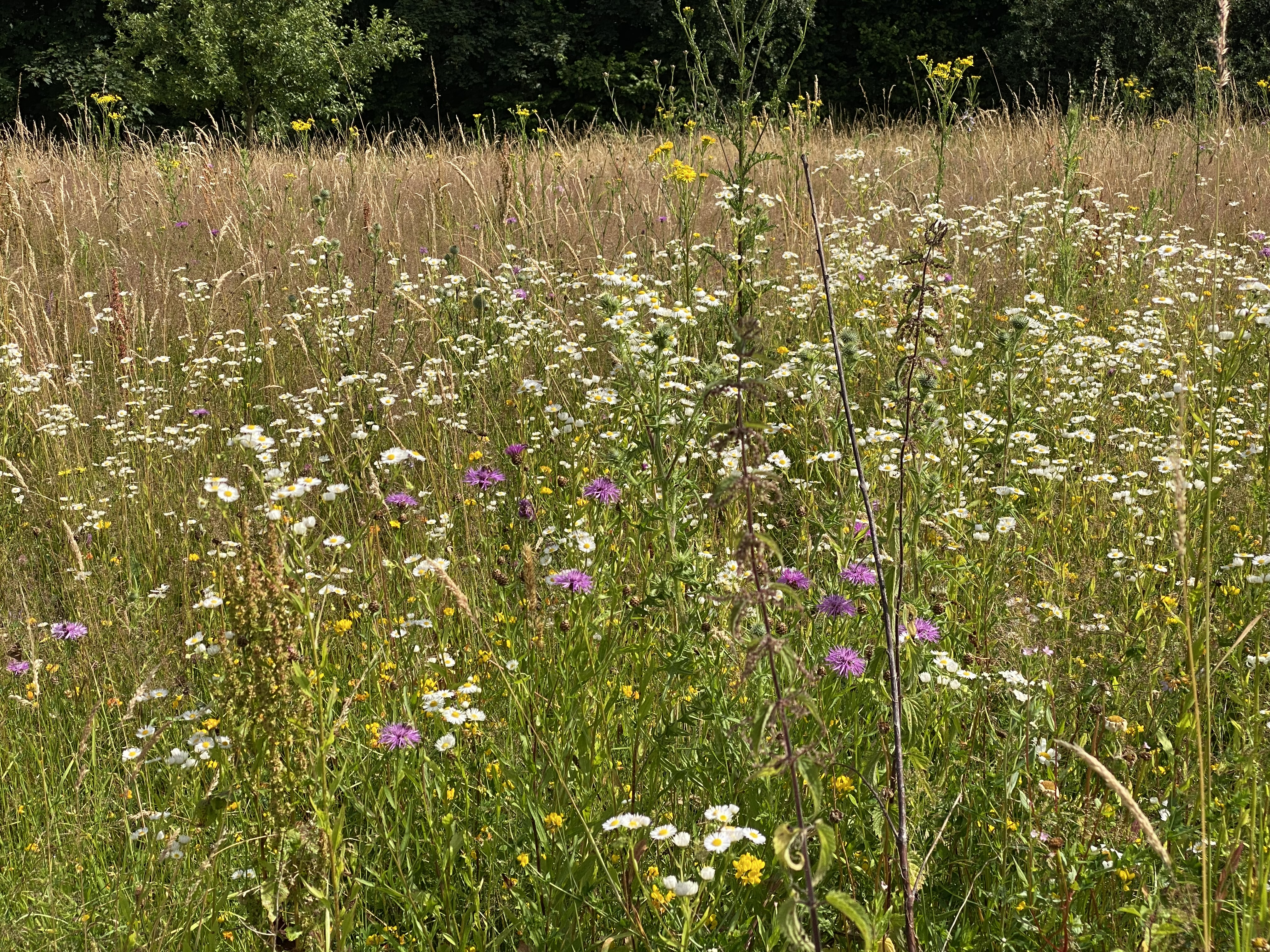
Wildblumenwiese mit Wiesen-Flockenblumen, Johanniskraut, Einjähriges Berufkraut, Hornklee u. v. m.